# Annie Vintze
Annie Vintze est une auteure québécoise de littérature pour la jeunesse née à Québec.

## Biographie
Annie Vintze naît à Québec d'un père d'origine hongroise.
Elle fait des études à l'Université Concordia de Montréal.
Elle habite la région de Montréal depuis son enfance[réf. souhaitée], et y a enseigné pendant près de 35 ans le français et l’histoire dans le secondaire, au collège Letendre de Laval.
Elle écrit Le Silence d’Enrique à son retour de voyage dans le sud-ouest de la France. Avec Au Sud du Rio Grande, elle a été finaliste du Prix du livre M. Christie.
Annie Vintze est mère de deux filles.
Elle vit depuis 2019 à Sainte-Adèle ; elle passe cependant la majorité de son temps dans les Laurentides, où elle possède une maison de campagne et pratique le ski de fond.

## Œuvres
- Au sud du Rio Grande (avec des illustrations de Luc Normandin), éditions Pierre Tisseyre, coll. « Conquêtes » no 91, Saint-Laurent, 2002, 234 p.,  (ISBN 289051840X)
- Le Silence d'Enrique, éditions Pierre Tisseyre, coll. « Conquêtes » no 100, Saint-Laurent, 2004, 240 p.,  (ISBN 2890518981)
- Un sirop au goût amer (avec des illustrations de Jean-Marc Saint-Denis), éditions Pierre Tisseyre, coll. « Conquêtes » no 112, Saint-Laurent, 2006, 296 p.,  (ISBN 2896330259)
- Janos le courageux (avec des illustrations de Daniela Zekina), éditions de l'Isatis, coll. « Korrigan », 2006, 80 p.,  (ISBN 9782923234175)
- R.E.P. John Lennon, Bayard Canada Livres, 2017, 224 p.,  (ISBN 978-2897700850)
- Petits pas dans la neige (avec des illustrations de Caroline Merola),  Lucca Éditions, 2022, 28 p.,  (ISBN 978-2493973023)
- Petits pas dans le sable (avec des illustrations de Caroline Merola),  Editions de l'Isatis, 2023, 28 p.,  (ISBN 978-2898430404)